# Inocente Lizano
Inocente Lizano Viciedo (nascido em 28 de dezembro de 1940) é um ex-ciclista olímpico cubano. Representou sua nação em dois eventos nos Jogos Olímpicos de Verão de 1968.